# Legia Warszawa (piłka nożna) w sezonie 2015/2016
Sezon 2015/2016 był dla Legii Warszawa 79. rozegranym w Ekstraklasie i zarazem 99. w historii klubu.

## Skład
| Imię i nazwisko                | Numer | Kraj                 | Pozycje  | Data urodzenia | Poprzedni klub               |
| Bramkarze                      |       |                      |          |                |                              |
| Arkadiusz Malarz               | 1     | Polska               | BR       | 19.06.1980     | GKS Bełchatów                |
| Jakub Szumski                  | 29    | Polska               | BR       | 6.03.1992      | Piast Gliwice                |
| Radosław Cierzniak             | 33    | Polska               | BR       | 24.04.1983     | Wisła Kraków                 |
| Radosław Majecki               | 91    | Polska               | BR       | 16.11.1999     | KSZO Ostrowiec Świętokrzyski |
| Obrońcy                        |       |                      |          |                |                              |
| Michał Pazdan                  | 2     | Polska               | ŚO/DP    | 21.09.1987     | Jagiellonia Białystok        |
| Igor Lewczuk                   | 4     | Polska               | PO/ŚO    | 30.05.1985     | Zawisza Bydgoszcz            |
| Artur Jędrzejczyk              | 5     | Polska               | PO/ŚO/LO | 4.11.1987      | FK Krasnodar (wypożyczenie)  |
| Adam Hloušek                   | 14    | Czechy               | LO/ŚO/LP | 20.12.1988     | VfB Stuttgart                |
| Tomasz Brzyski                 | 17    | Polska               | LO       | 10.01.1982     | Polonia Warszawa             |
| Bartosz Bereszyński            | 19    | Polska               | PO       | 12.07.1992     | Lech Poznań                  |
| Jakub Rzeźniczak (wicekapitan) | 25    | Polska               | ŚO       | 26.10.1986     | Widzew Łódź                  |
| Łukasz Broź                    | 28    | Polska               | PO/LO    | 17.12.1985     | Widzew Łódź                  |
| Rafał Makowski                 | 47    | Polska               | ŚO/DP    | 5.08.1996      | wychowanek                   |
| Pomocnicy                      |       |                      |          |                |                              |
| Tomasz Jodłowiec               | 3     | Polska               | DP/ŚP    | 8.09.1985      | Śląsk Wrocław                |
| Guilherme                      | 6     | Brazylia             | PP/LO    | 21.05.1991     | Olé Brasil                   |
| Ariel Borysiuk                 | 7     | Polska               | DP/ŚP    | 29.07.1991     | Lechia Gdańsk                |
| Ondrej Duda                    | 8     | Słowacja             | OP       | 15.12.1994     | Košice                       |
| Michał Kopczyński              | 15    | Polska               | DP       | 15.06.1992     | wychowanek                   |
| Michał Masłowski               | 16    | Polska               | OP       | 19.12.1989     | Zawisza Bydgoszcz            |
| Michał Kucharczyk              | 18    | Polska               | LP/PP    | 20.03.1991     | Świt Nowy Dwór Mazowiecki    |
| Ivica Vrdoljak (kapitan)       | 21    | Chorwacja            | DP/ŚP    | 19.09.1983     | Dinamo Zagrzeb               |
| Kasper Hämäläinen              | 22    | Finlandia            | OP       | 8.08.1986      | Lech Poznań                  |
| Stojan Vranješ                 | 23    | Bośnia i Hercegowina | ŚP       | 11.10.1986     | Lechia Gdańsk                |
| Michaił Aleksandrow            | 77    | Bułgaria             | LP/PP    | 11.06.1989     | Łudogorec Razgrad            |
| Napastnicy                     |       |                      |          |                |                              |
| Marek Saganowski               | 9     | Polska               | NA       | 31.10.1978     | ŁKS Łódź                     |
| Nemanja Nikolić                | 11    | Węgry                | NA       | 31.12.1987     | Videoton                     |
| Jarosław Niezgoda              | 20    | Polska               | NA       | 15.03.1995     | Wisła Puławy                 |
| Adam Ryczkowski                | 45    | Polska               | NA/PP    | 30.04.1997     | Polonia Warszawa             |
| Aleksandar Prijović            | 99    | Szwajcaria           | NA       | 21.04.1990     | Boluspor                     |

## Nowe kontrakty
| Numer | Pozycja | Piłkarz             | Długość kontraktu | Koniec kontraktu | Data             | Źródło |
| ----- | ------- | ------------------- | ----------------- | ---------------- | ---------------- | ------ |
| 9     | NA      | Marek Saganowski    | Rok               | 30 czerwca 2016  | 24 czerwca 2015  | [ 1 ]  |
| 25    | OB      | Jakub Rzeźniczak    | 3 lata            | 30 czerwca 2018  | 5 sierpnia 2015  | [ 2 ]  |
| 19    | OB      | Bartosz Bereszyński | 3 lata            | 31 grudnia 2018  | 7 grudnia 2015   | [ 3 ]  |
|       | PO      | Michał Suchanek     | 3 lata            | 31 grudnia 2018  | 8 stycznia 2016  | [ 4 ]  |
| 29    | BR      | Jakub Szumski       | 3 lata            | 31 grudnia 2018  | 8 stycznia 2016  | [ 4 ]  |
| 15    | PO      | Michał Kopczyński   | 2 lata            | 31 grudnia 2018  | 25 stycznia 2016 | [ 5 ]  |
| 91    | BR      | Radosław Majecki    | 2 lata            | 31 grudnia 2018  | 18 lutego 2016   | [ 6 ]  |
| 17    | OB      | Tomasz Brzyski      | Rok               | 30 czerwca 2017  | 19 lutego 2016   | [ 7 ]  |
| 3     | PO      | Tomasz Jodłowiec    | 2 lata            | 30 czerwca 2018  | 17 marca 2016    | [ 8 ]  |

## Transfery

### Do klubu
| Data transferu   | Pozycja | Numer | Piłkarz             | Z klubu               | Kwota      | Źródło        |
| ---------------- | ------- | ----- | ------------------- | --------------------- | ---------- | ------------- |
| 8 czerwca 2015   | NA      | 11    | Nemanja Nikolić     | Videoton              | Za darmo   | [ 9 ]         |
| 25 czerwca 2015  | OB      | 2     | Michał Pazdan       | Jagiellonia Białystok | 700 tys. € | [ 10 ]        |
| 9 lipca 2015     | NA      | 99    | Aleksandar Prijović | Boluspor              | 500 tys. € | [ 11 ]        |
| 17 sierpnia 2015 | PO      | 20    | Iwan Triczkowski    | Al-Nasr               | Za darmo   | [ 12 ]        |
| 29 sierpnia 2015 | PO      | 23    | Stojan Vranješ      | Lechia Gdańsk         |            | [ 13 ]        |
| 15 września 2015 | BR      | 29    | Jakub Szumski       | Piast Gliwice         | Za darmo   | [ 14 ]        |
| 8 stycznia 2016  | NA      | 20    | Jarosław Niezgoda   | Wisła Puławy          |            | [ 15 ]        |
| 11 stycznia 2016 | PO      | 22    | Kasper Hämäläinen   | Lech Poznań           | Za darmo   | [ 16 ]        |
| 11 stycznia 2016 | PO      | 7     | Ariel Borysiuk      | Lechia Gdańsk         |            | [ 17 ]        |
| 30 stycznia 2016 | BR      | 33    | Radosław Cierzniak  | Wisła Kraków          | Za darmo   | [ 18 ] [ 19 ] |
| 31 stycznia 2016 | OB      | 14    | Adam Hloušek        | VfB Stuttgart         | 500 tys. € | [ 20 ]        |
| 29 lutego 2016   | PO      | 77    | Michaił Aleksandrow | Łudogorec Razgrad     |            | [ 21 ]        |

### Wypożyczenia do klubu
| Data wypożyczenia | Pozycja | Numer | Piłkarz           | Z klubu                                 | Źródło |
| ----------------- | ------- | ----- | ----------------- | --------------------------------------- | ------ |
| 19 czerwca 2015   | PO      | 7     | Pablo Dyego       | Fluminense FC                           | [ 22 ] |
| 24 czerwca 2015   | PO      | 37    | Dominik Furman    | Toulouse FC (przedłużenie wypożyczenia) | [ 23 ] |
| 9 grudnia 2015    | OB      | 5     | Artur Jędrzejczyk | FK Krasnodar                            | [ 24 ] |

### Z klubu
| Data transferu   | Pozycja | Numer | Piłkarz          | Do klubu                | Kwota      | Źródło |
| ---------------- | ------- | ----- | ---------------- | ----------------------- | ---------- | ------ |
| 9 czerwca 2015   | PO      | 23    | Hélio Pinto      | Al-Mesaimeer            | Za darmo   | [ 25 ] |
| 10 czerwca 2015  | OB      | 2     | Dossa Júnior     | Konyaspor               | 400 tys. € | [ 26 ] |
| 10 czerwca 2015  | OB      | 15    | Iñaki Astiz      | APOEL FC                | Za darmo   | [ 27 ] |
| 29 czerwca 2015  | NA      | 70    | Orlando Sá       | Reading                 | 1,5 mln €  | [ 28 ] |
| 2 lipca 2015     | OB      | 39    | Mateusz Cichocki | Ruch Chorzów            |            | [ 29 ] |
| 28 lipca 2015    | PO      | 52    | Norbert Misiak   | GKS Bełchatów           |            | [ 30 ] |
| 29 sierpnia 2015 | PO      |       | Henrik Ojamaa    | Swindon Town            | Za darmo   | [ 31 ] |
| 24 grudnia 2015  | PO      | 33    | Michał Żyro      | Wolverhampton Wanderers | 350 tys. € | [ 32 ] |
| 25 stycznia 2016 | PO      | 20    | Iwan Triczkowski | AEK Larnaka             |            | [ 33 ] |
| 1 lutego 2016    | BR      | 12    | Dušan Kuciak     | Hull City               |            | [ 34 ] |

### Wypożyczenia z klubu
| Data wypożyczenia | Pozycja | Numer | Piłkarz                | Do klubu           | Źródło |
| ----------------- | ------- | ----- | ---------------------- | ------------------ | ------ |
| 2 lipca 2015      | BR      | 91    | Konrad Jałocha         | Arka Gdynia        | [ 35 ] |
| 2 lipca 2015      | PO      | 20    | Jakub Kosecki          | SV Sandhausen      | [ 36 ] |
| 15 lipca 2015     | NA      |       | Jakub Arak             | Zagłębie Sosnowiec | [ 37 ] |
| 16 lipca 2015     | PO      | 76    | Bartłomiej Kalinkowski | Wigry Suwałki      | [ 38 ] |
| 18 lipca 2015     | OB      | 5     | Mateusz Wieteska       | Dolcan Ząbki       | [ 39 ] |
| 8 stycznia 2016   | NA      | 13    | Arkadiusz Piech        | AEL Limassol       | [ 40 ] |
| 2 lutego 2016     | PO      |       | Michał Bajdur          | Zagłębie Sosnowiec | [ 41 ] |
| 2 lutego 2016     | PO      | 27    | Robert Bartczak        | Zagłębie Sosnowiec | [ 41 ] |
| 4 lutego 2016     | PO      | 14    | Mateusz Szwoch         | Arka Gdynia        | [ 42 ] |

## Rozgrywki

### Mecze towarzyskie
| 26 czerwca 2015 | Legia Warszawa  | 1:1   | Steaua Bukareszt |                                                     |
| 18:00           | Arak 51'        | (0:0) | 70' Neagu        | Sportplatz, Bischofshofen Sędzia: Christopher Jäger |
| 18:00           | Bereszyński 56' | (0:0) | 78' Muniru       | Sportplatz, Bischofshofen Sędzia: Christopher Jäger |

| 3 lipca 2015 | Legia Warszawa               | 0:0   | Dynamo Kijów |                                                |
| 18:30        |                              | (0:0) |              | Silberstadt-Arena, Schwaz Sędzia: Andreas Heiß |
| 18:30        | Pazdan 31' · Kalinkowski 89' | (0:0) |              | Silberstadt-Arena, Schwaz Sędzia: Andreas Heiß |

| 11 lipca 2015 | Legia Warszawa                         | 2:1   | Pogoń Siedlce    |                                |
| 18:00         | Saganowski 54' · Wrzesiński 64' (sam.) | (0:1) | 6' Dzięgielewski | Sędzia: Piotr Urban (Warszawa) |
| 18:00         | Furman 20'                             | (0:1) |                  | Sędzia: Piotr Urban (Warszawa) |

| 11 października 2015 | Świt Nowy Dwór Mazowiecki | 0:6   | Legia Warszawa                                                                      |                                                                                             |
| 12:30                |                           | (0:3) | 18' Kucharczyk · 25' Prijović · 42' Bereszyński · 47', 65' Saganowski · 90+2' Piech | Stadion Miejski, Nowy Dwór Mazowiecki Widzów: 2000 Sędzia: Przemysław Malinowski (Warszawa) |

| 19 stycznia 2015 | Legia Warszawa                                                                 | 5:0   | PSC Elite Team USA |                          |
| 16:00            | Duda 13' · Nikolić 39' · Cennerazzo 56' (sam.) · Hämäläinen 69' · Niezgoda 82' | (2:0) |                    | Hibernians Ground, Paola |

| 21 stycznia 2016 | Legia Warszawa                                                                             | 7:0   | NK Zavrč |                                                            |
| 16:00            | Nikolić 22' · Prijović 35', 40' · Suchanek 64' · Saganowski 75' · Broź 87' · Guilherme 88' | (3:0) |          | Hibernians Ground, Paola Widzów: 30 Sędzia: Clayton Pisani |

| 31 stycznia 2016 | Legia Warszawa                        | 2:2   | Viktoria Pilzno         |                                     |
| 20:00            | Borysiuk 81' · Baránek Jr. 89' (sam.) | (0:0) | 55' Kopic · 85' Kovařík | Hibernians Ground, Paola Widzów: 70 |
| 20:00            | 68' Holenda · 84' Vaněk               | (0:0) |                         | Hibernians Ground, Paola Widzów: 70 |

| 5 lutego 2016 | Legia Warszawa               | 2:0   | Stabæk |                                             |
| 16:10         | Nikolić 41' · Hämäläinen 72' | (1:0) |        | Gozo Stadium, Xewkija Sędzia: Jules Ngangue |

| 26 marca 2016 | Legia Warszawa                                   | 4:0   | Znicz Pruszków |                                                                      |
| 13:00         | Prijović 2', 73' · Masłowski 33' · Guilherme 50' | (2:0) |                | Dolcan Arena, Ząbki Widzów: 500 Sędzia: Wojciech Hodowicz (Warszawa) |
| 13:00         | Guilherme 38'                                    | (2:0) | 38' Petasz     | Dolcan Arena, Ząbki Widzów: 500 Sędzia: Wojciech Hodowicz (Warszawa) |

### Superpuchar Polski
| 10 lipca 2015 | Lech Poznań                               | 3:1   | Legia Warszawa |                                                                           |
| 20:15         | Kędziora 10' · Kamiński 35' · Linetty 87' | (2:0) | 90+4' Żyro     | INEA Stadion, Poznań Widzów: 40 088 Sędzia: Mariusz Złotek (Stalowa Wola) |
| 20:15         | Douglas 31' · Robak 33' · Kádár 56'       | (2:0) | 35' Rzeźniczak | INEA Stadion, Poznań Widzów: 40 088 Sędzia: Mariusz Złotek (Stalowa Wola) |

### Ekstraklasa

#### Runda zasadnicza

##### Kolejność w tabeli
| Lp. | Drużyna        | M  | Z  | R  | P | B+ | B- | +/– | Pkt | Kwalifikacja lub spadek |
| --- | -------------- | -- | -- | -- | - | -- | -- | --- | --- | ----------------------- |
| 1   | Legia Warszawa | 30 | 17 | 9  | 4 | 58 | 28 | +30 | 60  | Wejście do grupy A      |
| 2   | Piast Gliwice  | 30 | 17 | 7  | 6 | 49 | 36 | +13 | 58  | Wejście do grupy A      |
| 3   | Pogoń Szczecin | 30 | 10 | 16 | 4 | 36 | 30 | +6  | 46  | Wejście do grupy A      |
| 4   | Zagłębie Lubin | 30 | 12 | 9  | 9 | 41 | 31 | +10 | 45  | Wejście do grupy A      |
| 5   | Cracovia       | 30 | 12 | 9  | 9 | 57 | 42 | +15 | 45  | Wejście do grupy A      |

##### Mecze
| 119 lipca 2015 | Śląsk Wrocław | 1:4   | Legia Warszawa                                |                                                                             |
| 18:00          | Paixão 28'    | (1:1) | 33' Furman · 53' Jodłowiec · 71', 90' Nikolić | Stadion Miejski, Wrocław Widzów: 12 662 Sędzia: Krzysztof Jakubik (Siedlce) |
| 18:00          | Pawełek 72'   | (1:1) | 56' Rzeźniczak · 60' Brzyski                  | Stadion Miejski, Wrocław Widzów: 12 662 Sędzia: Krzysztof Jakubik (Siedlce) |

| 226 lipca 2015 | Legia Warszawa                                                        | 5:0   | Podbeskidzie Bielsko-Biała  |                                                                                      |
| 18:00          | Jaroch 4' (sam.) · Nikolić 33' · Kucharczyk 41' · Żyro 75' · Duda 88' | (3:0) |                             | Stadion Wojska Polskiego, Warszawa Widzów: 13 082 Sędzia: Bartosz Frankowski (Toruń) |
| 18:00          | Rzeźniczak 56'                                                        | (3:0) | 45' Sokołowski · 72' Jaroch | Stadion Wojska Polskiego, Warszawa Widzów: 13 082 Sędzia: Bartosz Frankowski (Toruń) |

| 32 sierpnia 2015 | Górnik Łęczna           | 0:2   | Legia Warszawa   |                                                                     |
| 18:00            |                         | (0:2) | 16', 33' Nikolić | Stadion Górnika, Łęczna Widzów: 7437 Sędzia: Tomasz Musiał (Kraków) |
| 18:00            | 59' Pazdan · 74' Furman | (0:2) |                  | Stadion Górnika, Łęczna Widzów: 7437 Sędzia: Tomasz Musiał (Kraków) |

| 49 sierpnia 2015 | Legia Warszawa                             | 1:1   | Wisła Kraków                              |                                                                                        |
| 18:00            | Furman 44'                                 | (1:0) | 64' Guerrier                              | Stadion Wojska Polskiego, Warszawa Widzów: 26 141 Sędzia: Daniel Stefański (Bydgoszcz) |
| 18:00            | Rzeźniczak 58' · Kuciak 66' · Makowski 89' | (1:0) | 42' Guzmics · 69' Burliga · 81' Jankowski | Stadion Wojska Polskiego, Warszawa Widzów: 26 141 Sędzia: Daniel Stefański (Bydgoszcz) |

| 515 sierpnia 2015 | Piast Gliwice              | 2:1   | Legia Warszawa |                                                                        |
| 20:30             | Nešpor 27' · Živec 85'     | (1:1) | 7' Nikolić     | Stadion Miejski, Gliwice Widzów: 7310 Sędzia: Szymon Marciniak (Płock) |
| 20:30             | Murawski 37' · Barišić 47' | (1:1) | 45' Nikolić    | Stadion Miejski, Gliwice Widzów: 7310 Sędzia: Szymon Marciniak (Płock) |

| 623 sierpnia 2015 | Legia Warszawa   | 1:2   | Korona Kielce                                     |                                                                               |
| 18:00             | Nikolić 57' (k.) | (0:1) | 2' Trytko · 90+3' Przybyła                        | Stadion Wojska Polskiego, Warszawa Widzów: 16 381 Sędzia: Piotr Lasyk (Bytom) |
| 18:00             | Furman 5'        | (0:1) | 3' Trytko · 8' Zając · 58' Dejmek · 82' Jovanović | Stadion Wojska Polskiego, Warszawa Widzów: 16 381 Sędzia: Piotr Lasyk (Bytom) |

| 730 sierpnia 2015 | Jagiellonia Białystok     | 1:1   | Legia Warszawa |                                                                                |
| 18:00             | Gajos 55'                 | (0:1) | 39' Guilherme  | Stadion Miejski, Białystok Widzów: 22 172 Sędzia: Daniel Stefański (Bydgoszcz) |
| 18:00             | 11' Duda · 60' Rzeźniczak | (0:1) |                | Stadion Miejski, Białystok Widzów: 22 172 Sędzia: Daniel Stefański (Bydgoszcz) |

| 811 września 2015 | Legia Warszawa                | 2:2   | Zagłębie Lubin                           |                                                                                    |
| 20:30             | Triczkowski 69' · Nikolić 74' | (0:2) | 17' K. Piątek · 35' Papadopulos          | Stadion Wojska Polskiego, Warszawa Widzów: 14 798 Sędzia: Szymon Marciniak (Płock) |
| 20:30             | Vranješ 39' · Kucharczyk 53'  | (0:2) | 21' Papadopulos · 30' Piątek · 90' Tosik | Stadion Wojska Polskiego, Warszawa Widzów: 14 798 Sędzia: Szymon Marciniak (Płock) |

| 920 września 2015 | Ruch Chorzów    | 1:4   | Legia Warszawa                                           |                                                                           |
| 15:30             | Stępiński 21'   | (1:3) | 1' Nikolić · 10' Vranješ · 12' Kucharczyk · 59' Prijović | Stadion Ruchu, Chorzów Widzów: 9300 Sędzia: Mariusz Złotek (Stalowa Wola) |
| 15:30             | Konczkowski 87' | (1:3) | 75' Furman                                               | Stadion Ruchu, Chorzów Widzów: 9300 Sędzia: Mariusz Złotek (Stalowa Wola) |

| 1027 września 2015 | Legia Warszawa | 1:1   | Termalica Bruk-Bet Nieciecza |                                                                                       |
| 18:00              | Nikolić 60'    | (0:0) | 58' Juhar                    | Stadion Wojska Polskiego, Warszawa Widzów: 14 020 Sędzia: Krzysztof Jakubik (Siedlce) |
| 18:00              | Broź 90+1'     | (0:0) | 51' Jarecki · 75' Pleva      | Stadion Wojska Polskiego, Warszawa Widzów: 14 020 Sędzia: Krzysztof Jakubik (Siedlce) |

| 114 października 2015 | Górnik Zabrze                               | 2:2   | Legia Warszawa        |                                                                               |
| 15:30                 | Szeweluchin 5' · Sobolewski 31'             | (2:2) | 20' (k.), 40' Nikolić | Stadion im. Ernesta Pohla, Zabrze Widzów: 8570 Sędzia: Tomasz Musiał (Kraków) |
| 15:30                 | Widanow 38' · Kwiek 79', 80' · Kasprzik 89' | (2:2) | 26' Guilherme         | Stadion im. Ernesta Pohla, Zabrze Widzów: 8570 Sędzia: Tomasz Musiał (Kraków) |

| 1218 października 2015 | Legia Warszawa       | 3:1   | Cracovia                 |                                                                                         |
| 18:00                  | Nikolić 5', 53', 63' | (1:0) | 80' Jendrišek            | Stadion Wojska Polskiego, Warszawa Widzów: 17 336 Sędzia: Mariusz Złotek (Stalowa Wola) |
| 18:00                  | Pazdan 70'           | (1:0) | 18' Deleu · 40' Kapustka | Stadion Wojska Polskiego, Warszawa Widzów: 17 336 Sędzia: Mariusz Złotek (Stalowa Wola) |

| 1325 października 2015 | Legia Warszawa | 0:1   | Lech Poznań                                       |                                                                                      |
| 18:00                  |                | (0:1) | 8' Hämäläinen                                     | Stadion Wojska Polskiego, Warszawa Widzów: 26 831 Sędzia: Bartosz Frankowski (Toruń) |
| 18:00                  | Kucharczyk 90' | (0:1) | 65' Kádár · 82' Ceesay · 90' Douglas · 90' Jevtić | Stadion Wojska Polskiego, Warszawa Widzów: 26 831 Sędzia: Bartosz Frankowski (Toruń) |

| 1431 października 2015 | Lechia Gdańsk                                     | 1:3   | Legia Warszawa                                       |                                                                       |
| 18:00                  | Kovačević 54'                                     | (0:1) | 31' Guilherme · 50' Nikolić · 58' Jodłowiec          | PGE Arena, Gdańsk Widzów: 19 285 Sędzia: Jarosław Przybył (Kluczbork) |
| 18:00                  | Borysiuk 22' · Peszko 52' · Kuświk 82' · Mila 89' | (0:1) | 28' Duda · 42' Pazdan · 43' Brzyski · 89' Saganowski | PGE Arena, Gdańsk Widzów: 19 285 Sędzia: Jarosław Przybył (Kluczbork) |

| 158 listopada 2015 | Legia Warszawa | 1:0   | Pogoń Szczecin |                                                                                  |
| 18:00              | Jodłowiec 12'  | (1:0) |                | Stadion Wojska Polskiego, Warszawa Widzów: 14 880 Sędzia: Tomasz Musiał (Kraków) |

| 1621 listopada 2015 | Legia Warszawa              | 1:0   | Śląsk Wrocław                                         |                                                                                       |
| 18:00               | Prijović 72'                | (0:0) |                                                       | Stadion Wojska Polskiego, Warszawa Widzów: 17 875 Sędzia: Krzysztof Jakubik (Siedlce) |
| 18:00               | Guilherme 60' · Nikolić 78' | (0:0) | 6' Pawelec · 59' Dankowski · 62' Kiełb · 83' Biliński | Stadion Wojska Polskiego, Warszawa Widzów: 17 875 Sędzia: Krzysztof Jakubik (Siedlce) |

| 1729 listopada 2015 | Podbeskidzie Bielsko-Biała     | 2:2   | Legia Warszawa                         |                                                                                |
| 15:30               | Demjan 6' · Lewczuk 86' (sam.) | (1:0) | 68' Nikolić · 90+3' Vranješ            | Stadion Miejski, Bielsko-Biała Widzów: 4368 Sędzia: Bartosz Frankowski (Toruń) |
| 15:30               | Kolčák 41'                     | (1:0) | 20' Duda · 60' Lewczuk · 72' Jodłowiec | Stadion Miejski, Bielsko-Biała Widzów: 4368 Sędzia: Bartosz Frankowski (Toruń) |

| 182 grudnia 2015 | Legia Warszawa                            | 2:1   | Górnik Łęczna |                                                                                       |
| 18:00            | Nikolić 4', 30'                           | (2:0) | 87' Bonin     | Stadion Wojska Polskiego, Warszawa Widzów: 8125 Sędzia: Mariusz Złotek (Stalowa Wola) |
| 18:00            | 33' Bednarek · 38' Szmatiuk · 90' Leândro | (2:0) |               | Stadion Wojska Polskiego, Warszawa Widzów: 8125 Sędzia: Mariusz Złotek (Stalowa Wola) |

| 196 grudnia 2015 | Wisła Kraków | 0:2   | Legia Warszawa               |                                                                             |
| 18:00            |              | (0:0) | 85' Nikolić · 90+4' Prijović | Stadion Miejski, Kraków Widzów: 20 100 Sędzia: Jarosław Przybył (Kluczbork) |
| 18:00            | Guerrier 37' | (0:0) | 32' Brzyski · 74' Pazdan     | Stadion Miejski, Kraków Widzów: 20 100 Sędzia: Jarosław Przybył (Kluczbork) |

| 2013 grudnia 2015 | Legia Warszawa                            | 1:1   | Piast Gliwice |                                                                                    |
| 18:00             | Hebert 62' (sam.)                         | (0:0) | 79' Badía     | Stadion Wojska Polskiego, Warszawa Widzów: 21 191 Sędzia: Szymon Marciniak (Płock) |
| 18:00             | Duda 57' · Kucharczyk 67' · Guilherme 81' | (0:0) | 58' Vacek     | Stadion Wojska Polskiego, Warszawa Widzów: 21 191 Sędzia: Szymon Marciniak (Płock) |

| 2120 grudnia 2015 | Korona Kielce                 | 1:3   | Legia Warszawa                               |                                                                           |
| 15:30             | Sierpina 42'                  | (1:1) | 45' Guilherme · 55' Kucharczyk · 59' Nikolić | Kolporter Arena, Kielce Widzów: 9136 Sędzia: Daniel Stefański (Bydgoszcz) |
| 15:30             | Pawłowski 38' · Jovanović 46' | (1:1) | 41' Jodłowiec                                | Kolporter Arena, Kielce Widzów: 9136 Sędzia: Daniel Stefański (Bydgoszcz) |

| 2214 lutego 2016 | Legia Warszawa                                   | 4:0   | Jagiellonia Białystok      |                                                                                  |
| 18:00            | Nikolić 7', 58' · Kucharczyk 16' · Jodłowiec 84' | (2:0) |                            | Stadion Wojska Polskiego, Warszawa Widzów: 25 675 Sędzia: Tomasz Musiał (Kraków) |
| 18:00            | Vranješ 63'                                      | (2:0) | 62' Tomasik · 82' Góralski | Stadion Wojska Polskiego, Warszawa Widzów: 25 675 Sędzia: Tomasz Musiał (Kraków) |

| 2321 lutego 2016 | Zagłębie Lubin                              | 1:2   | Legia Warszawa                 |                                                                            |
| 15:30            | K. Piątek 50'                               | (0:2) | 2' Prijović · 38' Kucharczyk   | Stadion Zagłębia, Lubin Widzów: 8858 Sędzia: Mariusz Złotek (Stalowa Wola) |
| 15:30            | Zbozień 65' · Luís Carlos 76' · Čotra 90+3' | (0:2) | 28' Kucharczyk · 35' Guilherme | Stadion Zagłębia, Lubin Widzów: 8858 Sędzia: Mariusz Złotek (Stalowa Wola) |

| 2428 lutego 2016 | Legia Warszawa                         | 2:0   | Ruch Chorzów  |                                                                              |
| 18:00            | Oleksy 31' (sam.) · Hloušek 49'        | (1:0) |               | Stadion Wojska Polskiego, Warszawa Widzów: 24 021 Sędzia: Paweł Gil (Lublin) |
| 18:00            | Duda 51' · Jodłowiec 55' · Lewczuk 73' | (1:0) | 53' Grodzicki | Stadion Wojska Polskiego, Warszawa Widzów: 24 021 Sędzia: Paweł Gil (Lublin) |

| 252 marca 2016 | Termalica Bruk-Bet Nieciecza          | 3:0   | Legia Warszawa |                                                                                                 |
| 18:00          | Kędziora 35' · Mišák 52' · Plizga 90' | (1:0) |                | Stadion Termalica Bruk-Bet Nieciecza, Nieciecza Widzów: 4595 Sędzia: Bartosz Frankowski (Toruń) |
| 18:00          | Mišák 49'                             | (1:0) |                | Stadion Termalica Bruk-Bet Nieciecza, Nieciecza Widzów: 4595 Sędzia: Bartosz Frankowski (Toruń) |

| 265 marca 2016 | Legia Warszawa                               | 3:1   | Górnik Zabrze |                                                                                        |
| 20:30          | Hloušek 45' · Jędrzejczyk 63' · Prijović 76' | (1:1) | 38' Steblecki | Stadion Wojska Polskiego, Warszawa Widzów: 23 358 Sędzia: Jarosław Przybył (Kluczbork) |
| 20:30          | Kucharczyk 58'                               | (1:1) | 31' Madej     | Stadion Wojska Polskiego, Warszawa Widzów: 23 358 Sędzia: Jarosław Przybył (Kluczbork) |

| 2712 marca 2016 | Cracovia                                 | 1:2   | Legia Warszawa                                |                                                                            |
| 18:00           | Jendrišek 8'                             | (1:1) | 3' Guilherme · 83' Prijović                   | Stadion Cracovii, Kraków Widzów: 14 000 Sędzia: Bartosz Frankowski (Toruń) |
| 18:00           | Kapustka 35' · Cetnarski 85' · Deleu 90' | (1:1) | 61' Guilherme · 64' Lewczuk · 90+5' Masłowski | Stadion Cracovii, Kraków Widzów: 14 000 Sędzia: Bartosz Frankowski (Toruń) |

| 2819 marca 2016 | Lech Poznań             | 0:2   | Legia Warszawa                          |                                                                      |
| 20:30           |                         | (0:2) | 42', 45+1' (k.) Nikolić                 | INEA Stadion, Poznań Widzów: 41 567 Sędzia: Szymon Marciniak (Płock) |
| 20:30           | Tetteh 45' · Trałka 60' | (0:2) | 39' Pazdan · 73' Aleksandrow · 76' Duda | INEA Stadion, Poznań Widzów: 41 567 Sędzia: Szymon Marciniak (Płock) |

| 292 kwietnia 2016 | Legia Warszawa                                                            | 1:1   | Lechia Gdańsk            |                                                                                        |
| 20:30             | Duda 21'                                                                  | (1:0) | 47' Kuświk               | Stadion Wojska Polskiego, Warszawa Widzów: 28 131 Sędzia: Daniel Stefański (Bydgoszcz) |
| 20:30             | Hloušek 23' · Borysiuk 56' · Pazdan 63' · Jędrzejczyk 82' · Guilherme 88' | (1:0) | 28' Peszko · 90' Chrapek | Stadion Wojska Polskiego, Warszawa Widzów: 28 131 Sędzia: Daniel Stefański (Bydgoszcz) |

| 309 kwietnia 2016 | Pogoń Szczecin               | 0:0   | Legia Warszawa              |                                                                      |
| 18:00             |                              | (0:0) |                             | Stadion Miejski, Szczecin Widzów: 14 348 Sędzia: Piotr Lasyk (Bytom) |
| 18:00             | Akahoshi 45+1' · Gyurcsó 54' | (0:0) | 20' Rzeźniczak · 80' Pazdan | Stadion Miejski, Szczecin Widzów: 14 348 Sędzia: Piotr Lasyk (Bytom) |

#### Runda finałowa

##### Kolejność w tabeli
| Lp. | Drużyna            | M  | Z  | R  | P  | B+ | B- | +/– | Pkt | Kwalifikacja                                             |
| --- | ------------------ | -- | -- | -- | -- | -- | -- | --- | --- | -------------------------------------------------------- |
| 1   | Legia Warszawa (M) | 37 | 21 | 10 | 6  | 70 | 32 | +38 | 43  | Liga Mistrzów UEFA (2016/2017) • II runda kwalifikacyjna |
| 2   | Piast Gliwice (A)  | 37 | 20 | 9  | 8  | 60 | 45 | +15 | 40  | Liga Europy UEFA (2016/2017) • II runda kwalifikacyjna   |
| 3   | Zagłębie Lubin (A) | 37 | 17 | 9  | 11 | 55 | 42 | +13 | 38  | Liga Europy UEFA (2016/2017) • I runda kwalifikacyjna    |
| 4   | Cracovia (A)       | 37 | 16 | 10 | 11 | 66 | 50 | +16 | 36  | Liga Europy UEFA (2016/2017) • I runda kwalifikacyjna    |
| 5   | Lechia Gdańsk      | 37 | 14 | 10 | 13 | 53 | 44 | +9  | 32  |                                                          |

1. ↑  Legia Warszawa, zdobywca Pucharu Polski, zdobyła Mistrzostwo Polski, w związku z czym miejsce dla zdobywcy pucharu (II runda kwalifikacyjna Ligi Europy UEFA) zajmuje wicemistrz kraju, a miejsce dla wicemistrza kraju (I runda kwalifikacyjna Ligi Europy UEFA) zajmuje czwarta drużyna ligi.

##### Mecze
| 3115 kwietnia 2016 | Legia Warszawa                                                                    | 1:0   | Lech Poznań              |                                                                                        |
| 20:30              | Prijović 62'                                                                      | (0:0) |                          | Stadion Wojska Polskiego, Warszawa Widzów: 28 286 Sędzia: Daniel Stefański (Bydgoszcz) |
| 20:30              | Kucharczyk 61' · Borysiuk 67' · Guilherme 79' · Lewczuk 90+1' · Jędrzejczyk 90+5' | (0:0) | 57' Trałka · 90' Jóźwiak | Stadion Wojska Polskiego, Warszawa Widzów: 28 286 Sędzia: Daniel Stefański (Bydgoszcz) |

| 3219 kwietnia 2016 | Ruch Chorzów  | 0:0   | Legia Warszawa |                                                                       |
| 20:30              |               | (0:0) |                | Stadion Ruchu, Chorzów Widzów: 8300 Sędzia: Sebastian Krasny (Kraków) |
| 20:30              | Grodzicki 30' | (0:0) | 45' Borysiuk   | Stadion Ruchu, Chorzów Widzów: 8300 Sędzia: Sebastian Krasny (Kraków) |

| 3322 kwietnia 2016 | Legia Warszawa                                              | 4:0   | Cracovia                 |                                                                                        |
| 20:30              | Prijović 6' · Kucharczyk 25' · Nikolić 32' · Hämäläinen 77' | (3:0) |                          | Stadion Wojska Polskiego, Warszawa Widzów: 24 061 Sędzia: Jarosław Przybył (Kluczbork) |
| 20:30              | Jodłowiec 84'                                               | (3:0) | 30' Kapustka · 38' Deleu | Stadion Wojska Polskiego, Warszawa Widzów: 24 061 Sędzia: Jarosław Przybył (Kluczbork) |

| 3428 kwietnia 2016 | Zagłębie Lubin            | 2:0   | Legia Warszawa                                           |                                                                         |
| 18:00              | Tosik 12' · K. Piątek 44' | (2:0) |                                                          | Stadion Zagłębia, Lubin Widzów: 9015 Sędzia: Bartosz Frankowski (Toruń) |
| 18:00              | Tosik 56'                 | (2:0) | 28' Duda · 55' Kucharczyk · 80' Borysiuk · 90+4' Hloušek | Stadion Zagłębia, Lubin Widzów: 9015 Sędzia: Bartosz Frankowski (Toruń) |

| 358 maja 2016 | Legia Warszawa                                                  | 4:0   | Piast Gliwice |                                                                                    |
| 18:00         | Lewczuk 28' · Guilherme 45' · Hämäläinen 54' · Nikolić 69' (k.) | (2:0) |               | Stadion Wojska Polskiego, Warszawa Widzów: 29 245 Sędzia: Szymon Marciniak (Płock) |
| 18:00         | 40' Vacek · 80' Sapała                                          | (2:0) |               | Stadion Wojska Polskiego, Warszawa Widzów: 29 245 Sędzia: Szymon Marciniak (Płock) |

| 3611 maja 2016 | Lechia Gdańsk                                          | 2:0   | Legia Warszawa                       |                                                                      |
| 20:30          | Peszko 20' · Krasić 50'                                | (1:0) |                                      | Stadion Energa, Gdańsk Widzów: 22 415 Sędzia: Tomasz Musiał (Kraków) |
| 20:30          | Krasić 13' · Wojtkowiak 43' · Chrapek 56' · Peszko 83' | (1:0) | 39', 64' Lewczuk · 90+2' Jędrzejczyk | Stadion Energa, Gdańsk Widzów: 22 415 Sędzia: Tomasz Musiał (Kraków) |

| 3715 maja 2016 | Legia Warszawa                                       | 3:0   | Pogoń Szczecin |                                                                                        |
| 18:00          | Czerwiński 14' (sam.) · Nikolić 83' · Hämäläinen 86' | (1:0) |                | Stadion Wojska Polskiego, Warszawa Widzów: 29 381 Sędzia: Daniel Stefański (Bydgoszcz) |
| 18:00          | Pazdan 29' · Nikolić 83'                             | (1:0) | 81' Matras     | Stadion Wojska Polskiego, Warszawa Widzów: 29 381 Sędzia: Daniel Stefański (Bydgoszcz) |

### Puchar Polski
| 1/16 finału 12 sierpnia 2015 | Górnik Łęczna | 0:2   | Legia Warszawa                   |                                                                        |
| 20:30                        |               | (0:0) | 72' Saganowski · 82' Prijović    | Stadion Górnika, Łęczna Widzów: 4500 Sędzia: Sebastian Krasny (Kraków) |
| 20:30                        | Bielák 60'    | (0:0) | 18' Rzeźniczak · 66' Bereszyński | Stadion Górnika, Łęczna Widzów: 4500 Sędzia: Sebastian Krasny (Kraków) |

| 1/8 finału 24 września 2015 | Legia Warszawa                                | 4:1   | Lechia Gdańsk |                                                                                        |
| 20:30                       | Prijović 24', 85' · Nikolić 62' · Lewczuk 75' | (1:0) | 76' Mak       | Stadion Wojska Polskiego, Warszawa Widzów: 18 289 Sędzia: Jarosław Przybył (Kluczbork) |
| 20:30                       | 43' Peszko · 71' Borysiuk · 83' Wojtkowiak    | (1:0) |               | Stadion Wojska Polskiego, Warszawa Widzów: 18 289 Sędzia: Jarosław Przybył (Kluczbork) |

| Ćwierćfinał 28 października 2015 | Chojniczanka Chojnice                                      | 1:2   | Legia Warszawa                  |                                                                              |
| 18:00                            | Mikita 48'                                                 | (0:1) | 23' Vranješ · 78' Duda          | Stadion Miejski Chojniczanka 1930 Widzów: 4500 Sędzia: Tomasz Wajda (Żywiec) |
| 18:00                            | Mrozik 31' · Lisowski 45' · Bartoszewicz 74' · Grzelak 86' | (0:1) | 19' Guilherme · 68' Bereszyński | Stadion Miejski Chojniczanka 1930 Widzów: 4500 Sędzia: Tomasz Wajda (Żywiec) |

| Ćwierćfinał 18 listopada 2015 | Legia Warszawa                                         | 4:1   | Chojniczanka Chojnice |                                                                    |
| 20:45                         | Vranješ 29' · Prijović 33' · Brzyski 38' · Nikolić 63' | (3:1) | 5' Rybski             | Stadion Wojska Polskiego Widzów: 8368 Sędzia: Jacek Lis (Katowice) |
| 20:45                         | Kopczyński 71' · Lewczuk 81' · Vranješ 86'             | (3:1) | 89' Biernat           | Stadion Wojska Polskiego Widzów: 8368 Sędzia: Jacek Lis (Katowice) |

Legia wygrała 6:2 w dwumeczu.
| Półfinał 16 marca 2016 | Legia Warszawa                  | 4:0   | Zawisza Bydgoszcz             |                                                                                       |
| 18:30                  | Nikolić 6', 63', 79' · Broź 50' | (1:0) |                               | Stadion Wojska Polskiego, Warszawa Widzów: 14 912 Sędzia: Krzysztof Jakubik (Siedlce) |
| 18:30                  | Borysiuk 57'                    | (1:0) | 34' Drygas · 45+1' Igumanović | Stadion Wojska Polskiego, Warszawa Widzów: 14 912 Sędzia: Krzysztof Jakubik (Siedlce) |

| Półfinał 6 kwietnia 2016 | Zawisza Bydgoszcz | 1:2   | Legia Warszawa               |                                                                                     |
| 18:00                    | Danielak 60'      | (0:1) | 16' Nikolić · 79' Guilherme  | Stadion im. Zdzisława Krzyszkowiaka, Bydgoszcz Widzów: 2000 Sędzia: Hiroyuki Kimura |
| 18:00                    | Drygas 43'        | (0:1) | 27' Lewczuk · 78' Kopczyński | Stadion im. Zdzisława Krzyszkowiaka, Bydgoszcz Widzów: 2000 Sędzia: Hiroyuki Kimura |

Legia wygrała 6:1 w dwumeczu.
| Finał 2 maja 2016 | Lech Poznań                | 0:1   | Legia Warszawa                                 |                                                                        |
| 16:00             |                            | (0:0) | 69' Prijović                                   | PGE Narodowy, Warszawa Widzów: 48 563 Sędzia: Szymon Marciniak (Płock) |
| 16:00             | Pawłowski 43' · Trałka 58' | (0:0) | 40' Prijović · 90+3' Pazdan · 90+11' Guilherme | PGE Narodowy, Warszawa Widzów: 48 563 Sędzia: Szymon Marciniak (Płock) |

### Liga Europy

#### II runda kwalifikacyjna
| 16 lipca 2015 | Legia Warszawa                                       | 1:0   | FC Botoșani                         |                                                                                          |
| 21:00         | Duda 77'                                             | (0:0) |                                     | Stadion Wojska Polskiego, Warszawa Widzów: 10 446 Sędzia: Ante Vučemilović-Šimunović Jr. |
| 21:00         | Broź 55' · Rzeźniczak 58' · Guilherme 65' · Duda 77' | (0:0) | 20' Cordoș · 61' Vașvari · 63' Cucu | Stadion Wojska Polskiego, Warszawa Widzów: 10 446 Sędzia: Ante Vučemilović-Šimunović Jr. |

| 23 lipca 2015 | FC Botoșani             | 0:3   | Legia Warszawa                                 |                                                                       |
| 19:00         |                         | (0:2) | 7' Guilherme · 38' (k.) Nikolić · 84' Prijović | Stadionul Municipal, Botoszany Widzów: 6000 Sędzia: Alexandre Boucaut |
| 19:00         | Cordoș 32' · Costin 67' | (0:2) |                                                | Stadionul Municipal, Botoszany Widzów: 6000 Sędzia: Alexandre Boucaut |

Legia wygrała 4:0 w dwumeczu.

#### III runda kwalifikacyjna
| 30 lipca 2015 | Kukësi                                                 | 0:3 (wo.)  | Legia Warszawa               |                                                                    |
| 20:00         | Moreira 49'                                            | (0:1, 1:2) | 29' Nikolić · 51' Rzeźniczak | Stadiumi Qemal Stafa, Tirana Widzów: 4000 Sędzia: Stephan Klossner |
| 20:00         | Flores 21' · Jefferson 26' · Moreira 34' · Carioca 43' | (0:1, 1:2) | 18' Duda                     | Stadiumi Qemal Stafa, Tirana Widzów: 4000 Sędzia: Stephan Klossner |

Decyzją Komisji Dyscyplinarnej UEFA mecz został zweryfikowany jako walkower 3:0 dla Legii. Mecz został przerwany w 52. minucie przy stanie 2:1 dla Legii z powodu trafienia Ondreja Dudy przedmiotem rzuconym z trybun przez kibiców gospodarzy.
| 6 sierpnia 2015 | Legia Warszawa               | 1:0   | Kukësi         |                                                                        |
| 21:00           | Kucharczyk 47'               | (0:0) |                | Stadion Wojska Polskiego, Warszawa Widzów: 11 847 Sędzia: Tony Chapron |
| 21:00           | Bereszyński 28' · Furman 53' | (0:0) | 58' Birungueta | Stadion Wojska Polskiego, Warszawa Widzów: 11 847 Sędzia: Tony Chapron |

Legia wygrała 4:0 w dwumeczu.

#### Runda play-off
| 20 sierpnia 2015 | Zoria Ługańsk                                                  | 0:1   | Legia Warszawa               |                                                                                   |
| 19:00            |                                                                | (0:0) | 48' Kucharczyk               | Stadion Dynamo im. Walerego Łobanowskiego, Kijów Sędzia: Anastássios Sidirópoulos |
| 19:00            | Czajkowski 30' · Ljubenović 57' · Hordijenko 61' · Siwakou 90' | (0:0) | 8' Guilherme · 72' Jodłowiec | Stadion Dynamo im. Walerego Łobanowskiego, Kijów Sędzia: Anastássios Sidirópoulos |

| 27 sierpnia 2015 | Legia Warszawa                                | 3:2   | Zoria Ługańsk                                                    |                                                                       |
| 21:00            | Brzyski 15' · Guilherme 62' · Duda 90+5' (k.) | (1:1) | 39' Chomczenowski · 66' Malinowski                               | Stadion Wojska Polskiego, Warszawa Widzów: 23 141 Sędzia: Tobias Welz |
| 21:00            | Pazdan 2' · Rzeźniczak 65' · Duda 90+4'       | (1:1) | 37' Kameniuka · 45+2' Siwakou · 79' Budkiwski · 90+5' Opanasenko | Stadion Wojska Polskiego, Warszawa Widzów: 23 141 Sędzia: Tobias Welz |

Legia wygrała 4:2 w dwumeczu

### Faza grupowa
| Lp. | Drużyna            | M | Z | R | P | B+ | B- | +/– | Pkt | Kwalifikacja             |     | NAP | MID | BRU | LEG |
| --- | ------------------ | - | - | - | - | -- | -- | --- | --- | ------------------------ | --- | --- | --- | --- | --- |
| 1   | SSC Napoli (A)     | 6 | 6 | 0 | 0 | 22 | 3  | +19 | 18  | Awans do fazy pucharowej |     | —   | 5:0 | 5:0 | 5:2 |
| 2   | Midtjylland (A)    | 6 | 2 | 1 | 3 | 5  | 11 | −6  | 7   | Awans do fazy pucharowej |     | 1:4 | —   | 1:1 | 1:0 |
| 3   | Club Brugge (E)    | 6 | 1 | 2 | 3 | 4  | 11 | −7  | 5   |                          |     | 0:1 | 1:3 | —   | 1:0 |
| 4   | Legia Warszawa (E) | 6 | 1 | 1 | 4 | 4  | 10 | −6  | 4   |                          | 0:2 | 1:0 | 1:1 | —   |     |

| 117 września 2015 | FC Midtjylland              | 1:0   | Legia Warszawa                                 |                                                       |
| 19:00             | Kucharczyk 60' (sam.)       | (0:0) |                                                | MCH Arena, Herning Widzów: 6798 Sędzia: Hüseyin Göçek |
| 19:00             | Rasmussen 65' · Poulsen 85' | (0:0) | 59' Guilherme · 74', 88' Furman · 90+4' Kuciak | MCH Arena, Herning Widzów: 6798 Sędzia: Hüseyin Göçek |

| 21 października 2015 | Legia Warszawa | 0:2   | Napoli                    |                                                                                |
| 21:05                |                | (0:0) | 53' Mertens · 84' Higuaín | Stadion Wojska Polskiego, Warszawa Widzów: 26 357 Sędzia: Michális Koukoulákis |
| 21:05                | Rzeźniczak 44' | (0:0) |                           | Stadion Wojska Polskiego, Warszawa Widzów: 26 357 Sędzia: Michális Koukoulákis |

| 322 października 2015 | Legia Warszawa | 1:1   | Club Brugge |                                                                          |
| 21:05                 | Kucharczyk 51' | (0:1) | 39' De Fauw | Stadion Wojska Polskiego, Warszawa Widzów: 16 320 Sędzia: Harald Lechner |
| 21:05                 | Rzeźniczak 50' | (0:1) |             | Stadion Wojska Polskiego, Warszawa Widzów: 16 320 Sędzia: Harald Lechner |

| 45 listopada 2015 | Club Brugge | 1:0   | Legia Warszawa                              |                                                                     |
| 19:00             | Meunier 38' | (1:0) |                                             | Jan Breydel Stadion, Brugia Widzów: 18 000 Sędzia: Marijo Strahonja |
| 19:00             | De Bock 73' | (1:0) | 28' Saganowski · 77' Pazdan · 83' Guilherme | Jan Breydel Stadion, Brugia Widzów: 18 000 Sędzia: Marijo Strahonja |

| 526 listopada 2015 | Legia Warszawa      | 1:0   | FC Midtjylland                      |                                                                        |
| 21:05              | Prijović 35'        | (1:0) |                                     | Stadion Wojska Polskiego, Warszawa Widzów: 9568 Sędzia: Andre Marriner |
| 21:05              | Duda 48' · Żyro 87' | (1:0) | 39' Rømer · 45' Sparv · 84' Poulsen | Stadion Wojska Polskiego, Warszawa Widzów: 9568 Sędzia: Andre Marriner |

| 610 grudnia 2015 | Napoli                                                         | 5:2   | Legia Warszawa               |                                                                  |
| 19:00            | Chalobah 32' · Insigne 39' · Callejon 57' · Mertens 65', 90+1' | (2:0) | 62' Vranješ · 90+2' Prijović | Stadio San Paolo, Neapol Widzów: 7992 Sędzia: Ałeksandar Stawrew |
| 19:00            | Strinić 55' · Chalobah 89'                                     | (2:0) |                              | Stadio San Paolo, Neapol Widzów: 7992 Sędzia: Ałeksandar Stawrew |

## Statystyki

### Występy
| 1                                  | BR | Arkadiusz Malarz    | 19     | 0  | 0    | 0 | 5    | 0 | 1     | 0 | 25     | 0  | 0  | 0 |
| 2                                  | OB | Michał Pazdan       | 24(1)  | 0  | 1    | 0 | 4(1) | 0 | 10    | 0 | 39(2)  | 0  | 11 | 0 |
| 3                                  | PO | Tomasz Jodłowiec    | 27(2)  | 4  | 1    | 0 | 2    | 0 | 10    | 0 | 40(2)  | 4  | 5  | 0 |
| 4                                  | OB | Igor Lewczuk        | 29     | 1  | 1    | 0 | 6    | 1 | 8(1)  | 0 | 43(1)  | 2  | 8  | 1 |
| 5                                  | OB | Artur Jędrzejczyk   | 16     | 1  | 0    | 0 | 1    | 0 | 0     | 0 | 17     | 1  | 3  | 0 |
| 6                                  | PO | Guilherme           | 35(6)  | 5  | 1    | 0 | 7(3) | 1 | 12(3) | 2 | 55(12) | 8  | 12 | 0 |
| 7                                  | PO | Ariel Borysiuk      | 13(1)  | 0  | 0    | 0 | 2    | 0 | 0     | 0 | 15(1)  | 0  | 4  | 1 |
| 8                                  | PO | Ondrej Duda         | 27(5)  | 3  | 1(1) | 0 | 4(2) | 1 | 11(5) | 2 | 42(13) | 6  | 9  | 0 |
| 9                                  | NA | Marek Saganowski    | 7(6)   | 0  | 1(1) | 0 | 5(1) | 1 | 4(3)  | 0 | 17(11) | 1  | 2  | 0 |
| 11                                 | NA | Nemanja Nikolić     | 37     | 28 | 1    | 0 | 7(2) | 6 | 10(1) | 2 | 54(2)  | 36 | 4  | 0 |
| 14                                 | OB | Adam Hloušek        | 16     | 2  | 0    | 0 | 1    | 0 | 0     | 0 | 17     | 2  | 2  | 0 |
| 15                                 | PO | Michał Kopczyński   | 2(2)   | 0  | 0    | 0 | 3    | 0 | 0     | 0 | 5(2)   | 0  | 2  | 0 |
| 16                                 | PO | Michał Masłowski    | 10(6)  | 0  | 1(1) | 0 | 1(1) | 0 | 3(3)  | 0 | 15(11) | 0  | 1  | 0 |
| 17                                 | OB | Tomasz Brzyski      | 23(1)  | 0  | 1    | 0 | 4    | 1 | 10    | 1 | 38(1)  | 2  | 3  | 0 |
| 18                                 | PO | Michał Kucharczyk   | 32(3)  | 6  | 1    | 0 | 5(1) | 0 | 12(1) | 3 | 50(5)  | 9  | 7  | 0 |
| 19                                 | OB | Bartosz Bereszyński | 16(8)  | 0  | 0    | 0 | 4    | 0 | 8     | 0 | 28(8)  | 0  | 4  | 0 |
| 20                                 | NA | Jarosław Niezgoda   | 0      | 0  | 0    | 0 | 0    | 0 | 0     | 0 | 0      | 0  | 0  | 0 |
| 21                                 | PO | Ivica Vrdoljak      | 0      | 0  | 0    | 0 | 0    | 0 | 0     | 0 | 0      | 0  | 0  | 0 |
| 22                                 | PO | Kasper Hämäläinen   | 11(8)  | 3  | 0    | 0 | 2(2) | 0 | 0     | 0 | 13(10) | 3  | 0  | 0 |
| 23                                 | PO | Stojan Vranješ      | 19(5)  | 2  | 0    | 0 | 3    | 2 | 4     | 1 | 26(5)  | 5  | 2  | 1 |
| 25                                 | OB | Jakub Rzeźniczak    | 20     | 0  | 1    | 0 | 6    | 0 | 10    | 1 | 41     | 1  | 10 | 0 |
| 28                                 | OB | Łukasz Broź         | 20(4)  | 0  | 1    | 0 | 5(1) | 1 | 6     | 0 | 32(5)  | 1  | 2  | 0 |
| 29                                 | BR | Jakub Szumski       | 0      | 0  | 0    | 0 | 0    | 0 | 0     | 0 | 0      | 0  | 0  | 0 |
| 33                                 | BR | Radosław Cierzniak  | 0      | 0  | 0    | 0 | 0    | 0 | 0     | 0 | 0      | 0  | 0  | 0 |
| 45                                 | NA | Adam Ryczkowski     | 1      | 0  | 1    | 0 | 1    | 0 | 0     | 0 | 3      | 0  | 0  | 0 |
| 47                                 | OB | Rafał Makowski      | 7(4)   | 0  | 0    | 0 | 2(1) | 0 | 3(3)  | 0 | 12(8)  | 0  | 1  | 0 |
| 77                                 | PO | Michaił Aleksandrow | 11(6)  | 0  | 0    | 0 | 3(2) | 0 | 0     | 0 | 14(8)  | 0  | 1  | 0 |
| 91                                 | BR | Radosław Majecki    | 0      | 0  | 0    | 0 | 0    | 0 | 0     | 0 | 0      | 0  | 0  | 0 |
| 99                                 | NA | Aleksandar Prijović | 30(10) | 8  | 0    | 0 | 6(1) | 5 | 11(5) | 3 | 48(14) | 16 | 1  | 0 |
| Byli zawodnicy lub na wypożyczeniu |    |                     |        |    |      |   |      |   |       |   |        |    |    |   |
| 7                                  | PO | Pablo Dyego         | 0      | 0  | 0    | 0 | 1    | 0 | 1(1)  | 0 | 2(1)   | 0  | 0  | 0 |
| 12                                 | BR | Dušan Kuciak        | 18     | 0  | 1    | 0 | 2    | 0 | 11    | 0 | 32     | 0  | 2  | 0 |
| 13                                 | NA | Arkadiusz Piech     | 6(6)   | 0  | 0    | 0 | 0    | 0 | 0     | 0 | 6(6)   | 0  | 0  | 0 |
| 14                                 | PO | Mateusz Szwoch      | 0      | 0  | 0    | 0 | 0    | 0 | 0     | 0 | 0      | 0  | 0  | 0 |
| 20                                 | PO | Iwan Triczkowski    | 11(8)  | 1  | 0    | 0 | 0    | 0 | 6(3)  | 0 | 17(11) | 1  | 0  | 0 |
| 27                                 | PO | Robert Bartczak     | 0      | 0  | 0    | 0 | 2(1) | 0 | 1(1)  | 0 | 3(2)   | 0  | 0  | 0 |
| 33                                 | PO | Michał Żyro         | 5(4)   | 1  | 1(1) | 1 | 1(1) | 0 | 4(3)  | 0 | 11(9)  | 2  | 1  | 0 |
| 37                                 | PO | Dominik Furman      | 14(3)  | 2  | 1(1) | 0 | 3    | 0 | 8     | 0 | 26(4)  | 2  | 6  | 1 |

### Strzelcy
Lista jest uporządkowana według numeru na koszulce, gdy liczba goli jest taka sama.
| M  | Poz.            | Nr              | Piłkarz             | Liga | Superpuchar | Puchar | Liga Europy | Ogólnie |
| -- | --------------- | --------------- | ------------------- | ---- | ----------- | ------ | ----------- | ------- |
| 1  | NA              | 11              | Nemanja Nikolić     | 28   | 0           | 6      | 2           | 36      |
| 2  | NA              | 99              | Aleksandar Prijović | 8    | 0           | 5      | 3           | 16      |
| 3  | PO              | 18              | Michał Kucharczyk   | 6    | 0           | 0      | 3           | 9       |
| 4  | PO              | 6               | Guilherme           | 5    | 0           | 1      | 2           | 8       |
| 5  | PO              | 8               | Ondrej Duda         | 3    | 0           | 1      | 2           | 6       |
| 6  | PO              | 23              | Stojan Vranješ      | 2    | 0           | 2      | 1           | 5       |
| 7  | PO              | 3               | Tomasz Jodłowiec    | 4    | 0           | 0      | 0           | 4       |
| 7  | Gole samobójcze | Gole samobójcze | Gole samobójcze     | 4    | 0           | 0      | 0           | 4       |
| 9  | PO              | 22              | Kasper Hämäläinen   | 3    | 0           | 0      | 0           | 3       |
| 10 | OB              | 4               | Igor Lewczuk        | 1    | 0           | 1      | 0           | 2       |
| 10 | OB              | 14              | Adam Hloušek        | 2    | 0           | 0      | 0           | 2       |
| 10 | OB              | 17              | Tomasz Brzyski      | 0    | 0           | 1      | 1           | 2       |
| 10 | PO              | 33              | Michał Żyro         | 1    | 1           | 0      | 0           | 2       |
| 10 | PO              | 37              | Dominik Furman      | 2    | 0           | 0      | 0           | 2       |
| 15 | OB              | 5               | Artur Jędrzejczyk   | 1    | 0           | 0      | 0           | 1       |
| 15 | NA              | 9               | Marek Saganowski    | 0    | 0           | 1      | 0           | 1       |
| 15 | PO              | 20              | Iwan Triczkowski    | 1    | 0           | 0      | 0           | 1       |
| 15 | OB              | 25              | Jakub Rzeźniczak    | 0    | 0           | 0      | 1           | 1       |
| 15 | OB              | 28              | Łukasz Broź         | 0    | 0           | 1      | 0           | 1       |

#### Hat-tricki
| Lp. | Gracz           | Spotkanie                          | Rezultat | Rozgrywki     | Kolejka/Runda            | Data                 |
| --- | --------------- | ---------------------------------- | -------- | ------------- | ------------------------ | -------------------- |
| 1.  | Nemanja Nikolić | Legia Warszawa – Cracovia          | 3:1      | Ekstraklasa   | 12.                      | 18 października 2015 |
| 2.  | Nemanja Nikolić | Legia Warszawa – Zawisza Bydgoszcz | 4:0      | Puchar Polski | Półfinał – pierwszy mecz | 16 marca 2016        |